# 宇宙通信
宇宙通信株式会社（うちゅうつうしん、英文社名・Space Communications Corporation）は、かつて存在した電気通信事業者。人工衛星（通信衛星）の開発なども行っていた。
設立当初からほとんどの期間は三菱グループに属していたが、2008年にスカパーJSATグループへ移り、同業のJSAT株式会社、有料放送管理事業者の株式会社スカイパーフェクト・コミュニケーションズ（スカパー）とともに、スカパーJSATホールディングスが直接出資する基幹3社のひとつとなった。
2008年10月1日、スカパーを存続会社として基幹3社が合併、スカパーJSATに商号変更したことにより消滅している。

## 沿革
- 1985年3月22日 - 三菱商事をはじめとする三菱グループ各社の出資により設立。
- 1989年5月6日 - 同社初の通信衛星となるSUPERBIRDの第1号機（SUPERBIRD A:初代）打ち上げ。
- 1990年2月22日 - SUPERBIRD第2号機（SUPERBIRD B:初代）、及び日本放送協会が使用する予定であった放送補完衛星BS-2Xを同時搭載したアリアン4ロケットが、発射直後のエンジン不調により打ち上げに失敗し、爆破指令を受ける。日本の衛星通信・放送の発展に悪影響を与えることとなった。以後のSUPERBIRDシリーズは、調達時に1からの番号を付与し、引き受け時にアルファベット付きの名称を命名している。
- 2001年4月 - 日本デジタル配信（JDS）及び三菱商事と共同出資し、SUPERBIRD Cを利用してケーブルテレビ局向け配信事業通信「i-HITS」事業を行う、株式会社番組配信センター（のちのアイ・ヒッツ）を設立。
- 2005年10月1日 - SUPERBIRD通信回線の二次販売を行っていた電気通信事業者の星菱通信株式会社を吸収合併。
- 2008年
  - 1月18日 - アイ・ヒッツ株式をJDSに譲渡し、アイ・ヒッツは同社の連結子会社となる（同年3月、JDSを存続会社として両社が合併）。
  - 3月31日 - スカパーJSAT株式会社（現・株式会社スカパーJSATホールディングス）が、三菱グループなどが保有する宇宙通信株式の97%を取得、スカパーJSATグループへ移る。
  - 8月15日 - 9機目の衛星、SUPERBIRD-7を打ち上げ。宇宙通信として打ち上げに携わる最後の衛星となる。
  - 10月1日 - スカパーJSATホールディングスが三菱商事保有の宇宙通信株3%を取得、宇宙通信は完全子会社化されるとともに、JSAT、スカイパーフェクト・コミュニケーションズと合併。存続会社のスカイパーフェクト・コミュニケーションズはスカパーJSAT株式会社へ商号変更。

## 事業所
- 茨城ネットワーク管制センター（茨城県常陸大宮市） - 衛星管制
- 山口ネットワーク管制センター（山口県山口市） - 同上
- テレポートセンター（茨城県常陸大宮市）- 基幹地球局
- 小山台ゲートウェイ（東京都品川区） - 映像供給元と先述のテレポートセンターとの接続点。東経110度CS放送（SCサテライト放送、及びe2 by スカパー!（現スカパー!）のうちシーエス日本）、ケーブルテレビ局向け番組配信（i-HITS）などのストリーム送出を行う。
- ネットワークオペレーションセンター - 衛星データ通信の運営拠点

## 運用していた衛星
- SUPERBIRD - 自社保有の通信衛星4機（うち1機はJSATとの区分保有機=N-SAT-110）
- MBSat - モバイル放送とSKテレコムが区分保有する移動体向け放送衛星1機の管制業務を受託